# Con el viento
Con el viento és una pel·lícula dramàtica espanyola del 2018 dirigida per Meritxell Colell Aparicio i protagonitzada per la ballarina Mónica García i l'actriu no professional Concha Canal. Es tracta de l'opera prima de la directora en la que explora les relacions i la comunicació entre mare i filla.

## Sinopsi
Mónica, una ballarina de 47 anys d'origen espanyol establerta a Buenos Aires que des de fa dos anys intenta representar una obra sense èxit, rep una trucada de la seva germana des d'Espanya que li diu que el seu pare està molt malalt. Quan torna al seu poble natal, situat al nord de la província de Burgos, del que en va marxar fa vint anys, es troba que el seu pare acaba de morir i la seva mare li demana que es quedi per a vendre la casa familiar.
Arriba l'hivern. El silenci perpetu, el fred extrem i la dificultat de viure amb la seva mare són durs per Mónica, que es refugia en la dansa, el que millor coneix i que l'ajudarà en el seu viatge interior per aprendre a viure de nou i a estimar-se millor.

## Repartiment
- Mónica García	...	Mónica
- Concha Canal	...	Pilar
- Ana Fernández...	Elena
- Elena Martín	...	Berta
- Xavier Martín	...	Pep
- Paquita Pérez	...	Paquita

## Crítiques
| «                        | "Estimulant debut (...) Colell Aparicio reclama, amb humilitat i sensibilitat, l'herència de cineastes orientals com Yasujiro Ozu, Hou Hsiao-hsien o Naomi Kawase (…) Puntuació: ★★★★ (sobre 5)" | » |
| — Manu Yáñez: Fotogramas | |   |

| «                                | "Il·luminada per aquest to realista tan difícil d'aconseguir (...) És un film sobre l'aprenentatge i el reconeixement; sobre com ressituar les nostres vides en aquell moment en el qual la deriva aguaita més del compte. (…) Puntuació: ★★★ (sobre 5)" | » |
| — Quim Casas: Diari El Periódico | |   |

| «                               | "Estupenda opera prima (...) bufa a favor d'un cinema auster i sensorial, on tot s'explica a partir dels gestos i el silenci (...) És admirable que la pel·lícula mai treballi sobre el tòpic nostàlgic" | » |
| — Sergi Sánchez: Diari La Razón | |   |

## Nominacions i premis
Va obtenir la bisnaga de plata Zonazine del Festival de Màlaga del 2018. També va guanyar el premi del talent i una menció especial al D'A Film Festival També fou nominada al Gaudí al millor muntatge.